# Armida (Giuseppe Scarlatti)
Armida è un dramma per musica in due atti di Giuseppe Scarlatti, composto nel 1766 su libretto di Marco Coltellini, ispirato ad episodi della Gerusalemme liberata di Torquato Tasso.

## Vicenda storica
L'opera è frequentemente indicata, in diverse fonti bibliografiche come festa teatrale o serenata per l'esiguo numero di ruoli che include e per la trama semplice e lineare.
Scritta e musicata su commissione del conte Josef Adam IV principe di Schwarzenberg, presso cui Scarlatti lavorava come insegnante di canto e clavicembalo, in occasione di una festa privata tenuta a Vienna in casa Schwarzenberg il 4 aprile 1766.
L'opera coincise con la prima collaborazione tra Scarlatti e Coltellini e rappresenta il libretto di base che Coltellini adoperò per l'Armida del 1771 musicata da Antonio Salieri. 

## Ruoli
| Ruolo                    | Voce    |
| ------------------------ | ------- |
| Armida, una maga         | soprano |
| Rinaldo, un cavaliere    | tenore  |
| Utaldo, amico di Rinaldo | tenore  |

## Trama
Per indebolire l'esercito dei Crociati, su suggerimento di Idraorte signore di Damasco, il Principe delle Tenebre ha inviato la maga Armida allo scopo per sedurre gli eroi cristiani e soprattutto per eliminare il più coraggioso di questi, Rinaldo. Dopo essere caduto sotto l'incantesimo di Armida, ella si innamora così profondamente di lui da non avere la forza di annientarlo e lo traduce con sé in un palazzo incantato dove cantano insieme il proprio amore e i propri diletti. Ubaldo (Utaldo nel libretto), un cavaliere inviato da Goffredo per recuperare Rinaldo, intercetta il palazzo e, sorpresi i due amanti, risveglia i sensi addormentati di Rinaldo, convincendolo a ritornare sul campo di battaglia. Rinaldo, ridestatosi dal torpore dell'incantesimo, fugge con Ubaldo, lasciando Armida in preda alla disperazione e poi all'ira.

## Registrazioni
Non esistono registrazioni audio moderne in studio di quest'opera, ma è stata registrata in video durante una riproposizione in tempi moderni durante il festival Smetanova Litomyšl 2014. Il video, tendenzialmente amatoriale e con diversi tagli, è visionabile su Youtube al link elencato nei Collegamenti esterni.